# Corts Valencianes
|  | Aquest article tracta sobre la cambra legislativa de la Comunitat Valenciana. Si cerqueu l'òrgan legislatiu del Regne de València, vegeu «Corts forals valencianes». |

Les Corts o Corts Valencianes (oficialment amb les dues denominacions) és l'òrgan legislatiu de la Generalitat Valenciana i, per tant, del País Valencià. Tenen com a seu el Palau de Benicarló (o Palau dels Borja), a la ciutat de València, però es poden reunir a qualsevol punt del territori valencià.

## Història
Després de la conquesta i durant el regnat de Jaume I, les necessitats econòmiques i militars de la Corona motivaren algunes reunions del rei amb representants dels tres grups estamentals: la noblesa, el clergat i els grups urbans de les viles reials (controlat per la burgesia), per tal d'obtenir prestacions militars o econòmiques. Les necessitats econòmiques motivaven aquestes reunions, i a principi del segle xiv ja es pot parlar d'una constitució estable i definitiva de les Corts del Regne de València.
No obstant això, de les del regnat de Jaume I, la més important d'aquestes reunions fou la de l'any 1261 a València, en la qual el rei jurà i promulgà els Furs. Com a mostra de la importància econòmica per a la corona de les Corts, el rei va jurar els furs a canvi de 48.000 sous, que li van fer la ciutat de València, els llocs i viles de l'horta de València que pertanyien a clergues i nobles, i les viles de Castelló de la Plana, Vilafamés, Onda, Llíria, Corbera, Cullera i Gandia.
En aquestes Corts, el rei Jaume I instaurà als seus successors l'obligació de celebrar Cort general a València al principi de cada regnat, dins un mes d'haver arribat a la ciutat. Aquesta norma es va reiterar en unes altres Corts el 1271, celebrades també per Jaume I, i, més tard, pel seu fill, Pere el Gran, que va acotar la convocatòria de les corts al primer mes de cada regnat. Aquestes eren les úniques reunions preceptives, però el rei reunia les Corts en altres ocasions, quan tenia necessitat.
El 1302, Jaume el Just establí l'obligatorietat de la seua celebració cada tres anys. Més tard, Pere el Cerimoniós, a les Corts de València de 1336, va confirmar aquesta celebració triennal, precisant que s'havia de fer per Tots Sants (1 de novembre).
És durant el segle xiii i els principis del xiv quan s'hi van afegir la resta de viles i llocs del Regne de València, fins a les corts de 1329, on es va aconseguir una representativitat territorial completa, sent ja les corts de tot el regne.
A partir d'aquest moment, no sempre es reunien les ciutats i viles més importants, sinó que es reunien unes o altres segons els temes tractats. No obstant això, la representació era generalment gran. Per exemple, a les Corts de València, de l'any 1510: Ademús, Alacant, Alcoi, Alpont, Alzira, Biar, Bocairent, Borriana, Cabdet, Castelló de la Plana, Castielfabib, Cullera, Llíria, Morella, Ontinyent, Oriola, Penàguila, Peníscola, València, la Vila Joiosa, Vila-real, Xàtiva, Xèrica i Xixona.
Les Corts de València de l'any 1418 creen la Generalitat, amb una duració dels càrrecs de tres anys. És a mitjan segle xv quan les institucions valencianes estan plenament consolidades.
Amb la unificació de les corones de Castella i d'Aragó, les Corts del regne de València perden poder progressivament i es convoquen amb menys freqüència durant el segle xvi. La decadència es fa palesa en el segle xvii i, de fet, la darrera reunió de les Corts Valencianes se celebra a València l'any 1645. Finalment, després de la Guerra de Successió Espanyola, el 1707, amb els Decrets de Nova Planta, s'aboleixen els drets valencians (els furs) i, amb ells, el regne.
Les Corts ja no foren convocades ni celebrades fins a la seua nova implantació per l'Estatut d'Autonomia de 1982. Des de l'entrada en vigor de l'Estatut d'Autonomia, les Corts tenen un funcionament modern com a cambra legislativa representativa amb sufragi universal. La cambra s'ha reunit diverses vegades fora de la ciutat de València, fet que s'ha impulsat en les últimes legislatures.
El 2017 van rebaixar a 65.000 euros el cost de l'assegurança de decés dels diputats.

## Organització, normativa i composició
Segons l'Estatut d'Autonomia del País Valencià, les Corts són la institució de la Generalitat Valenciana que representa el poble valencià, a través dels seus parlamentaris, elegits per mitjà de sufragi universal directe, lliure i secret.
La denominació de Les Corts s'origina en la voluntat de la recuperació de la denominació històrica, però el sistema de representació, competències i funcionament no són similars a les de les Corts històriques, que representaven els tres braços -eclesiàstic, militar (noblesa) i reial.
L'Estatut d'Autonomia parla fonamentalment de les Corts al capítol II, títol II, encara que en també hi ha referències a altres articles. L'Estatut simplement indica la composició de les Corts, les seues funcions, els principis bàsics del sistema electoral, i fa un esbós general de l'Estatut dels Diputats. De les lleis que desenvolupen l'Estatut, el "Reglament de les Corts Valencianes" regula l'organització i el funcionament de les Corts. El primer Reglament de les Corts s'aprovà en l'etapa transitòria. Des d'eixe moment el reglament de la cambra s'ha modificat en diverses ocasions, sent la redacció actual aprovada el dia 30 de juny de 1994.
L'Estatut d'Autonomia estableix que les Corts es componen d'un nombre mínim de 99 diputats, sent la província la circumscripció electoral; els escons es distribueixen en 35 diputats per la circumscripció d'Alacant, 24 diputats per la de Castelló i 40 diputats per la de València. Per altra banda, la Llei Electoral Valenciana estableix que per a poder obtindre un escó, els candidats han de formar part d'una llista que supere, en nombre de vots, el 5% dels total d'emesos a tota la comunitat autònoma. Açò ha deixat fora de la cambra valenciana a algunes representacions polítiques que s'han quedat fregant aquest límit. Per a les llistes que superen el 5%, el sistema de què es fa servir és la regla D'Hondt.

### Escut
L'escut de les Corts Valencianes és l'emblema oficial de les Corts Valencianes. Segons les "Normes sobre blasons, etiqueta i formulari de les Corts Valencianes", que acompanyen el reglament, aprovat al Palau de la Generalitat de València, el 9 de març de 1983:
| « | L'escut de les Corts serà el mateix timbre heràldic de la Generalitat Valenciana, junt amb el qual podran usar també els emblemes dels seus tres braços tradicionals" (militar (noblesa), eclesiàstic i reial), "constituïts, respectivament, per les targes o rodelles amb les imatges de Sant Jordi, la Verge Maria i l'Àngel Custodi. Com a símbol de la inviolabilitat de les Corts, aquestes tindran també la prerrogativa tradicional de posar, en el lloc on sien celebrades les sessions, un porter amb maça d'argent, el qual dependrà del President. | » |

### Composició en la XI Legislatura (2023-2027)
La XI Legislatura va començar el 26 de juny de 2023, data en què es van constituir les noves Corts Valencianes arran de les eleccions de maig d'aquell mateix any.
El resultat d'aquestes eleccions va suposar la fi de la coalició de govern entre el PSPV, Compromís i Unides Podem (que no va obtindre representació en aquesta ocasió). El Partit Popular va guanyar les eleccions amb 881 893 vots (36,20%) i 40 escons, insuficients per a obtindre la majoria absoluta necessària per a governar en solitari. El 13 de juny es va anunciar un pacte de govern entre el PP i Vox, que havia obtingut 310 184 vots (12,73%) i 13 diputats, el qual deixava fora del Consell el candidat d'aquesta darrera formació, Carlos Flores, condemnat l'any 2002 per violència masclista. A l'oposició quedaven el PSPV, amb 708 142 vots (29,07%) i 31 diputats, i Compromís, amb 357 989 vots (14,70%) i 15 diputats.

### Composició al llarg de la història
| Composició de les Corts Valencianes |                    |      |      |      |      |      |      |      |      |      |      |      |
| Candidatura                         | Candidatura        | 1983 | 1987 | 1991 | 1995 | 1999 | 2003 | 2007 | 2011 | 2015 | 2019 | 2023 |
|                                     | AP / PP            | 32   | 25   | 31   | 42   | 49   | 48   | 54   | 55   | 31   | 19   | 40   |
|                                     | PSPV-PSOE          | 51   | 42   | 45   | 32   | 35   | 35   | 38   | 33   | 23   | 27   | 31   |
|                                     | UPV/Bloc/Comp      | 0    | *    | 0    | 0    | 0    | 0    | *    | 6    | 19   | 17   | 15   |
|                                     | Vox                |      |      |      |      |      |      |      |      | 0    | 10   | 13   |
|                                     | Podem/Unides Podem |      |      |      |      |      |      |      |      | 13   | 8    | 0    |
|                                     | C's                |      |      |      |      |      |      |      |      | 13   | 18   | 0    |
|                                     | PCE / EUPV         | 6    | 6    | 6    | 10   | 5    | 6    | 7    | 5    | 0    | *    |      |
|                                     | UV                 | *    | 6    | 7    | 5    | 0    | 0    | 0    |      |      |      |      |
|                                     | CDS                | 0    | 10   | 0    | 0    |      |      |      |      |      |      |      |
| Font: Generalitat Valenciana        |                    |      |      |      |      |      |      |      |      |      |      |      |

1. ↑  En les eleccions de 1983 Alianza Popular es presentà en coalició amb PDP, UL i UV. A les eleccions de 1987 es presentà sota la marca Federación de Partidos de Alianza.
2. ↑  En les eleccions de 1987 la UPV es presentà en coalició amb EUPV. En les eleccions de 2007 el BLOC es presenta en coalició amb EUPV sota la marca Compromís pel País Valencià.
3. ↑  En les eleccions de 1987 es presentà en coalició amb la UPV. En les eleccions de 2007 EUPV es presenta en coalició amb el BLOC sota la marca Compromís pel País Valencià. En les eleccions de 2019 EUPV es presentà en coalició amb Podem sota la marca Unides Podem.
4. ↑  En les eleccions de 1983 es presentà en coalició amb AP.

#### Resultats històrics per circumscripció
| Alacant                                   | Sigles       | 1983 | 1987 | 1991 | 1995 | 1999 | 2003 | 2007 | 2011 | 2015 | 2019 |
| ----------------------------------------- | ------------ | ---- | ---- | ---- | ---- | ---- | ---- | ---- | ---- | ---- | ---- |
| Partit Popular de la Comunitat Valenciana | PPCV         | 10   | 9    | 12   | 15   | 16   | 16   | 19   | 20   | 11   | 7    |
| Partit Socialista del País Valencià       | PSPV         | 17   | 14   | 16   | 12   | 12   | 12   | 14   | 12   | 9    | 10   |
| Coalició Compromís                        | COMPROMÍS    |      |      |      |      |      |      | 2    | 1    | 5    | 4    |
| Ciutadans - Partit de la Ciutadania       | C's          |      |      |      |      |      |      |      |      | 5    | 7    |
| Vox                                       | VOX          |      |      |      |      |      |      |      |      |      | 4    |
| Unides Podem - Esquerra Unida             | Unides Podem |      |      |      |      |      |      |      |      |      | 3    |
| Podem                                     | Podem        |      |      |      |      |      |      |      |      | 5    |      |
| Esquerra Unida del País Valencià          | EUPV         | 2    | 2    | 2    | 3    | 2    | 2    | 0    | 2    | 0    |      |
| Unió Valenciana                           | UV           | 0    | 0    | 0    | 0    | 0    |      |      |      |      |      |
| Centre Democràtic i Social                | CDS          | 0    | 4    | 0    |      |      |      |      |      |      |      |

| Castelló                                  | Sigles       | 1983 | 1987 | 1991 | 1995 | 1999 | 2003 | 2007 | 2011 | 2015 | 2019 |
| ----------------------------------------- | ------------ | ---- | ---- | ---- | ---- | ---- | ---- | ---- | ---- | ---- | ---- |
| Partit Popular de la Comunitat Valenciana | PPCV         | 10   | 8    | 9    | 11   | 12   | 13   | 12   | 13   | 8    | 5    |
| Partit Socialista del País Valencià       | PSPV         | 14   | 11   | 11   | 8    | 9    | 9    | 10   | 9    | 6    | 7    |
| Coalició Compromís                        | COMPROMÍS    |      |      |      |      |      |      | 2    | 1    | 4    | 4    |
| Ciutadans - Partit de la Ciutadania       | C's          |      |      |      |      |      |      |      |      | 3    | 4    |
| Vox                                       | VOX          |      |      |      |      |      |      |      |      |      | 2    |
| Unides Podem - Esquerra Unida             | Unides Podem |      |      |      |      |      |      |      |      |      | 2    |
| Podem                                     | Podem        |      |      |      |      |      |      |      |      | 3    |      |
| Esquerra Unida del País Valencià          | EUPV         | 1    | 1    | 1    | 2    | 1    | 1    | 0    | 1    | 0    |      |
| Unió Valenciana                           | UV           | 0    | 0    | 1    | 1    | 0    |      |      |      |      |      |
| Centre Democràtic i Social                | CDS          | 0    | 3    | 0    |      |      |      |      |      |      |      |

| València                                  | Sigles       | 1983 | 1987 | 1991 | 1995 | 1999 | 2003 | 2007 | 2011 | 2015 | 2019 |
| ----------------------------------------- | ------------ | ---- | ---- | ---- | ---- | ---- | ---- | ---- | ---- | ---- | ---- |
| Partit Popular de la Comunitat Valenciana | PPCV         | 12   | 8    | 10   | 16   | 21   | 19   | 23   | 22   | 12   | 7    |
| Coalició Compromís                        | COMPROMÍS    |      |      |      |      |      |      | 3    | 4    | 10   | 10   |
| Partit Socialista del País Valencià       | PSPV         | 20   | 17   | 18   | 12   | 14   | 14   | 14   | 12   | 8    | 10   |
| Ciutadans - Partit de la Ciutadania       | C's          |      |      |      |      |      |      |      |      | 5    | 7    |
| Vox                                       | VOX          |      |      |      |      |      |      |      |      |      | 4    |
| Unides Podem - Esquerra Unida             | Unides Podem |      |      |      |      |      |      |      |      |      | 3    |
| Podem                                     | Podem        |      |      |      |      |      |      |      |      | 5    |      |
| Esquerra Unida del País Valencià          | EUPV         | 3    | 3    | 3    | 5    | 2    | 3    | 0    | 2    | 0    |      |
| Unió Valenciana                           | UV           | 0    | 6    | 6    | 4    | 0    |      |      |      |      |      |
| Centre Democràtic i Social                | CDS          | 0    | 3    | 0    |      |      |      |      |      |      |      |

## Presidents
| No. | Nom                               | Imatge                 | Inici | Fi         | Partit    |
| --- | --------------------------------- | ---------------------- | ----- | ---------- | --------- |
| 1.  | Antoni Garcia Miralles            |                        | 1983  | 1995       | PSPV      |
| 2.  | Vicente González Lizondo          |                        | 1995  | 1996       | UV        |
| 3.  | Hèctor Villalba                   | Hèctor Villalba        | 1996  | 1999       | UV        |
| 4.  | Marcela Miró                      |                        | 1999  | 2003       | PPCV      |
| 5.  | Julio de España                   |                        | 2003  | 2007       | PPCV      |
| 6.  | Milagrosa Martínez                | Milagrosa Martínez     | 2007  | 2011       | PPCV      |
| 7.  | Juan Cotino Ferrer                | Juan Cotino            | 2011  | 2014       | PPCV      |
| 8.  | Alejandro Font de Mora Turón      | Alejandro Font de Mora | 2014  | 2015       | PPCV      |
| 9.  | Francesc Colomer Sánchez          |                        | 2015  | 2015       | PSPV      |
| 10. | Enric Morera i Català             |                        | 2015  | 2023       | Compromís |
| 11. | María de los Llanos Massó Linares |                        | 2023  | actualitat | Vox       |